# Aliona Sidkó
Aliona Víktorovna Sidkó –en ruso, Алёна Викторовна Сидько– (Zaoziorny, URSS, 20 de septiembre de 1979) es una deportista rusa que compitió en esquí de fondo. 
Participó en los Juegos Olímpicos de Turín 2006, obteniendo una medalla de bronce en la prueba de velocidad individual. Ganó una medalla de bronce en el Campeonato Mundial de Esquí Nórdico de 2005, en velocidad por equipo.

## Palmarés internacional
| Juegos Olímpicos   | Juegos Olímpicos      | Juegos Olímpicos  | Juegos Olímpicos     |
| Año                | Lugar                 | Medalla           | Prueba               |
| ------------------ | --------------------- | ----------------- | -------------------- |
| 2006               | Turín (Italia)        | Medalla de bronce | Velocidad individual |
| Campeonato Mundial |                       |                   |                      |
| Año                | Lugar                 | Medalla           | Prueba               |
| 2005               | Oberstdorf (Alemania) | Medalla de bronce | Velocidad por equipo |